# No. 5 Collaborations Project
No. 5 Collaborations Project là đĩa mở rộng của ca sĩ–nhạc sĩ người Anh Ed Sheeran. Đây là album thứ năm trong số 5 album mà Ed Sheeran thực hiện với hy vọng được ký hợp đồng thu âm. Anh muốn mỗi ca khúc đóng vai trò như một vở nhạc kịch và cố gắng tránh viết lời bài hát về phụ nữ.
Về mặt âm nhạc, album là một tác phẩm nhạy cảm, kết hợp những chủ đề nghiêm túc với nhạc nền "đầy ám ảnh". Album có sự góp mặt của nhiều nghệ sĩ nhạc grime như: Devlin, Wiley, P Money, Ghetts và JME. Henry Yanney của Soul Culture đưa ra ý kiến tích cực về album và nó xếp hạng cao nhất ở vị trí thứ 46 trên UK Albums Chart.

## Quá trình sản xuất
Ed Sheeran nói về sự ảnh hưởng của nhạc grime lên phong cách của mình.
No.5 Collaborations Project được sáng tác thành một bản ghi âm với mỗi ca khúc là một vở nhạc kịch mà không có "các ca khúc về các cô gái". Một bài thì nói về vụ tai nạn xe, bài hát mà Ed Sheeran muốn là "một thứ gì đó thiêng liêng về việc được đưa về nhà" còn một bài khác thì kể câu chuyện về việc phải nói lời tạm biệt với ai đó. Khi Sheeran hát với Ghetts anh muốn mang đến "một Ghetts cũ" với một "nhịp điệu bụi bặm" còn khi hát với rapper JME anh lại muốn mang lại "sự hài hước cho album". Cái tên của EP bắt nguồn từ việc anh cảm thấy mình chưa có đủ độ "nổi" và anh quyết định gây sự chú ý bằng cách cho ra đời năm đĩa mở rộng, một theo phong cách indie, một theo kiểu singer-songwriter, một theo kiểu folk, một trình diễn trực tiếp và một EP hợp tác chính là EP mang tên No.5 Collaborations Project.

## Âm nhạc và đón nhận

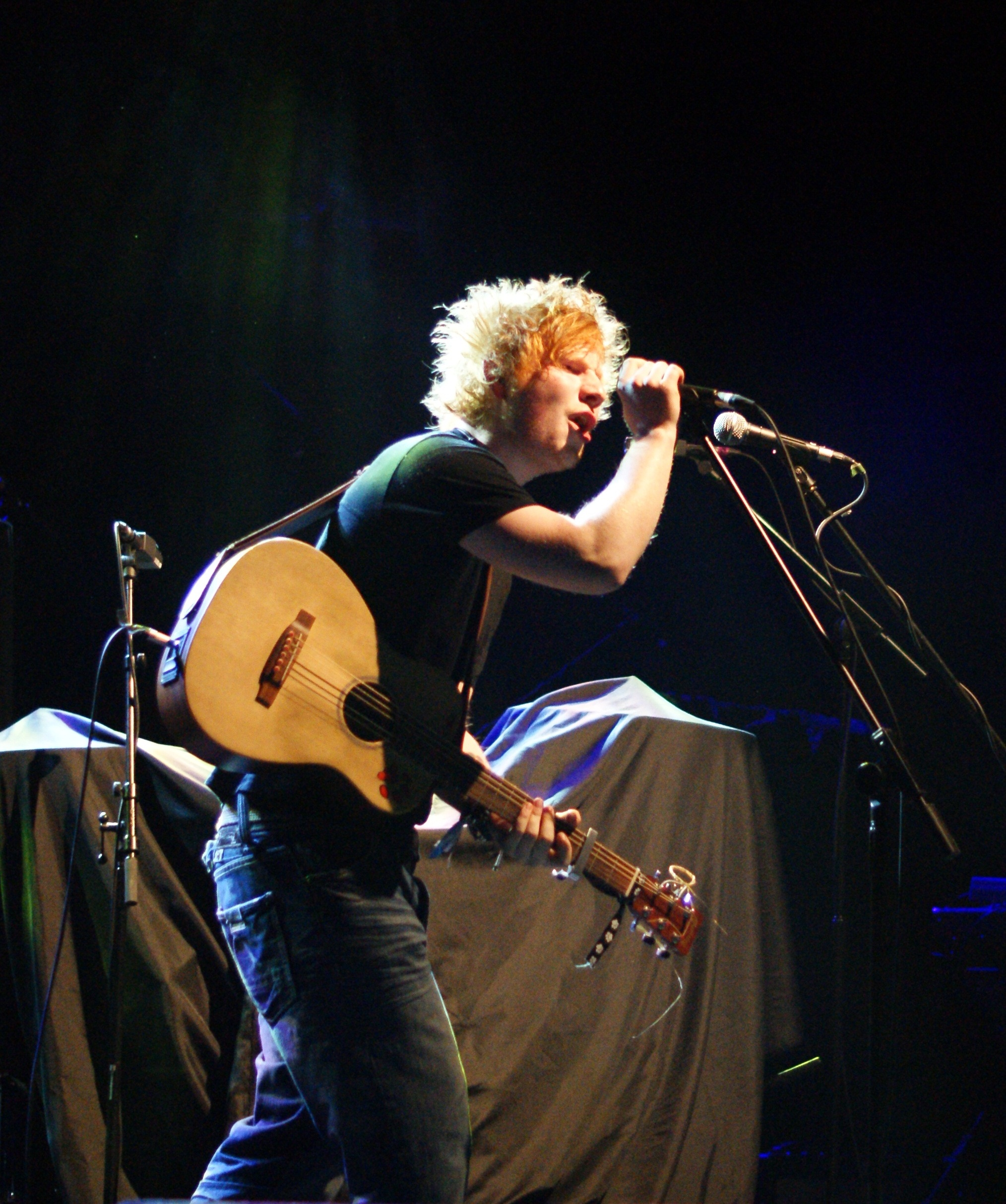
Ed Sheeran biểu diễn tại Academy 1 ở Manchester.

EP bao gồm những tác phẩm "gây ám ảnh" và "nhạy cảm", "khớp các yếu tố chủ đạo của acoustic với những nhịp điệu u sầu và mãnh liệt". Ca khúc đầu tiên "Lately" có sự góp mặt của rapper Devlin và có lời bài hát nói về chứng mất ngủ và căng thẳng do hoạt động âm nhạc. Bài tiếp theo "You" có sự tham gia của Wiley và có chủ đề về gia đình nhưng bài hát sau, thực tế mang tên "Family" (hợp tác với P Money) tạo ra một "bầu không khí căng thẳng" và gợi lại vụ tai nạn xe hơi suýt gây chết người mà P Money có liên can. Tâm trạng tăm tối tiếp tục kéo dài với "Little Lady", một bản thu âm lại của bài hát "The A Team" của Ed Sheeran với sự góp giọng của Mikill Pane. Henry Yanney của Soul Culture chấm điểm 4/5 cho album và gọi Ed Sheeran là một "người kể chuyện xuất sắc" đã tìm ra "khuôn mẫu folk-gặp-indie-gặp-thơ mà dường như khuyến khích/buộc các vị khách tạo ra lời ca nhiều suy nghĩ và phản ánh hơn bình thường". Yanney nhận xét thành công đại chúng của Ed Sheeran với EP này: "Đối với một nghệ sĩ, về mặt công nhận của đại chúng, No.5 Collaborations Project là có lẽ là dự án phi thương mại nhất đối với một ca sĩ như anh". Tại Anh album đứng thứ 46 trên bảng xếp hạng UK Albums Chart trong vòng một tuần.

## Danh sách bài hát
| STT | Nhan đề                                              | Thời lượng |
| --- | ---------------------------------------------------- | ---------- |
| 1.  | "Lately" (với Devlin)                                | 4:32       |
| 2.  | "You" (với Wiley)                                    | 3:26       |
| 3.  | "Family" (với P Money)                               | 4:15       |
| 4.  | "Radio" (với JME)                                    | 3:41       |
| 5.  | "Little Lady" (với Mikill Pane)                      | 5:31       |
| 6.  | "Drown Me Out" (với Ghetts)                          | 4:24       |
| 7.  | "Nightmares" (với Random Impulse, Sway và Wretch 32) | 4:05       |
| 8.  | "Goodbye to You" (với Dot Rotten)                    | 5:27       |

## Xếp hạng
| Bảng xếp hạng (2011) | Vị trí cao nhất |
| -------------------- | --------------- |
| UK Albums Chart      | 46              |

## Lịch sử phát hành
| Quốc gia | Ngày               | Định dạng               | Hãng đĩa     |
| -------- | ------------------ | ----------------------- | ------------ |
| Anh Quốc | 7 tháng 1 năm 2011 | CD, Tải kĩ thuật số, CD | Tự phát hành |